# Younger Than Yesterday
《Younger Than Yesterday》는 미국의 록 밴드 버즈의 네 번째 음반으로, 1967년 2월 6일, 컬럼비아 레코드에서 발매되었다. 이 밴드는 사이키델리아와 재즈의 요소를 그들의 음악에 계속해서 통합하는 것을 보았고, 이 과정은 그들이 이전 음반인 《Fifth Dimension》에서 시작한 것이었다. 또한 이 음반은 밴드와 음반 프로듀서 게리 어셔가 금관악기, 리버스 테이프 효과, 발진을 포함한 새로운 음악적 질감을 실험하는 모습을 포착했다.
이 음반은 또한 밴드의 베이시스트 크리스 힐먼이 재능 있는 작곡가이자 보컬리스트로 등장한 것을 특징으로 한다.. 《Younger Than Yesterday》 이전에 힐먼은 버즈와 단 한 번의 공동 작곡 크레딧을 받았지만, 이 음반은 그가 4곡의 단독 작곡가이자 〈So You Want to Be a Rock 'n' Roll Star〉의 공동 작곡가로 인정받았다. 버즈 전문가 팀 코너스는 힐먼의 《Younger Than Yesterday》에 대한 작곡 중 두 곡이 컨트리 음악의 영향을 보여주었기 때문에 버즈의 후속 음반 모두에서 다소 특징적인 컨트리 록 실험의 초기 지표로 볼 수 있다고 언급했다.
발매와 동시에 이 음반은 빌보드 200 차트에서 24위로 정점을 찍었고, 영국 음반 차트에서 37위에 올랐다. 1967년 1월 〈So You Want to Be a Rock 'n' Roll Star〉 싱글이 빌보드 핫 100 30위권에 진입하기 전에 발매되었다. 음반에서 가져온 두 개의 추가 싱글인 〈My Back Pages〉와 〈Have You See Her Face〉도 빌보드 싱글 차트에서 중간 정도의 성공을 거두었다. 그러나 이 음반에서 가져온 싱글들은 영국에서 차트에 오르지 못했다. 음악 평론가 리치 언터버거와 데이비드 프리크는 발매 당시 대중들에게 크게 간과되었지만, 음반의 비평적 지위는 수년간 향상되었고 오늘날 《Younger Than Yesterday》는 버즈의 최고 음반 중 하나로 간주된다고 언급했다. 《Younger Than Yesterday》라는 제목은 밥 딜런이 작곡한 곡인 〈My Back Pages〉의 가사에서 따온 것으로, 음반에 수록된 곡이다.

## 배경
버즈는 1965년 중반 밥 딜런의 〈Mr. Tambourine Man〉에 대한 포크 록 해석이 미국 빌보드 핫 100 차트와 영국 싱글 차트에서 모두 1위에 올랐을 때 처음으로 국제적으로 유명해졌다. 더 많은 상업적 성공이 뒤따랐고, 이 밴드는 두 개의 히트 음반을 발매했고 피트 시거의 〈Turn! Turn! Turn!〉의 커버 버전으로 미국에서 두 번째로 1위에 올랐다. 1965년 후반에 걸쳐 이 밴드는 10대 팝 팬들 사이에서 엄청난 인기를 누렸고 그들의 음악은 톱 40 라디오에서 광범위하게 방송되었다. 1966년 초, 버즈의 주요 작곡가 진 클라크는 밴드를 떠났고, 로저 맥귄, 데이비드 크로스비, 크리스 힐먼, 마이클 클라크는 그 없이 밴드의 세 번째 음반인 《Fifth Dimension》을 완성했다. 발매와 동시에 《Fifth Dimension》은 엇갈린 비판적 반응을 받았고 밴드의 초기 음반보다 상업적으로 덜 성공했다. 결과적으로 버즈의 인기는 떨어지기 시작했고 1966년 말에는 주류 팝 관객들에게 거의 잊혀졌다.
《Fifth Dimension》이 발매된 직후, 버즈는 음반 프로듀서가 없는 자신들을 발견했고, 그 음반에서 함께 일했던 앨런 스탠튼이 컬럼비아 레코드를 떠나 A&M 레코드에서 일했다. 밴드는 스탠턴을 최근 클라크의 데뷔 솔로 음반 《Gene Clark with the Gosdin Brothers》의 공동 프로듀싱을 맡았던 비치 보이스의 브라이언 윌슨의 전 작곡 파트너 게리 어셔로 대체하기로 결정했다. 어셔는 《Younger Than Yesterday》의 녹음 세션을 제작하는 것 외에도 밴드의 다음 두 음반을 제작할 예정이다. 버즈의 전기 작가 조니 로건은 어셔의 풍부한 제작 경험과 혁신적인 스튜디오 실험에 대한 사랑이 그룹이 가장 창의적인 모험 단계에 접어들면서 매우 귀중한 것으로 증명될 것이라고 말한다. 작가 데이비드 N. 하워드는 또한 《Younger Than Yesterday》에 등장하는 스타일과 장르의 혼란에도 불구하고 어셔의 스튜디오 전문성은 음반에 인상적으로 균일한 일관성을 제공한다고 언급했다.
선셋 대로 본사에서 집중적인 리허설을 한 후, 버즈는 11월 28일부터 1966년 12월 8일까지 11일간의 작업 집약적인 기간 동안 할리우드 컬럼비아 스튜디오에서 전체 《Young Than Yesterday》 음반을 완성했다.

## 발매 및 반응
《Young Than Yesterday》는 미국에서 1967년 2월 6일, 영국에서는 1967년 4월 7일에 발매되었다. 이 음반은 빌보드 200 차트에서 24위로 정점을 찍었고, 영국에서는 37위에 올라 총 4주 동안 영국 차트에서 활동했다. 음반의 앞면 커버에는 프랭크 베즈가 찍은 밴드의 복합 다중 노출 사진이 있었다.
이 음반은 1967년 1월 9일 발매된 싱글 〈So You Want to Be a Rock 'n' Roll Star〉가 선행하여 빌보드 핫 100에서 29위에 올랐으나 영국에서는 차트에 오르지 못했다. 음반에서 가져온 두 개의 추가 싱글인 〈My Back Pages〉와 〈Have You See Her Face〉는 빌보드 차트에서 각각 30위와 74위에 올랐지만, 다시 영국 차트를 놓쳤다. 〈My Back Pages〉 싱글은 버즈가 빌보드 핫 100에서 40위 안에 진입한 마지막 싱글이다.

## 곡 목록
| #  | 제목                                       | 작사·작곡               | 재생 시간 |
| -- | ------------------------------------------ | ----------------------- | --------- |
| 1. | 〈So You Want to Be a Rock 'n' Roll Star〉 | 로저 맥귄, 크리스 힐먼  | 2:05      |
| 2. | 〈Have You Seen Her Face〉                 | 힐먼                    | 2:25      |
| 3. | 〈C.T.A.-102〉                             | 맥귄, 로버트 J. 히퍼드  | 2:28      |
| 4. | 〈Renaissance Fair〉                       | 데이비드 크로스비, 맥귄 | 1:51      |
| 5. | 〈Time Between〉                           | 힐먼                    | 1:53      |
| 6. | 〈Everybody's Been Burned〉                | 크로스비                | 3:05      |

| #  | 제목                      | 작사·작곡      | 재생 시간 |
| -- | ------------------------- | -------------- | --------- |
| 1. | 〈Thoughts and Words〉    | 힐먼           | 2:56      |
| 2. | 〈Mind Gardens〉          | 크로스비       | 3:28      |
| 3. | 〈My Back Pages〉         | 밥 딜런        | 3:08      |
| 4. | 〈The Girl with No Name〉 | 힐먼           | 1:50      |
| 5. | 〈Why〉                   | 맥귄, 크로스비 | 2:45      |